# Ладенбург
Ладенбург (њем. Ladenburg) град је у њемачкој савезној држави Баден-Виртемберг. Једно је од 54 општинска средишта округа Рајн-Некар. Према процјени из 2010. у граду је живјело 11.552 становника. Посједује регионалну шифру (AGS) 8226038.

## Географски и демографски подаци
Ладенбург се налази у савезној држави Баден-Виртемберг у округу Рајн-Некар. Град се налази на надморској висини од 106 метара. Површина општине износи 19,0 km². У самом граду је, према процјени из 2010. године, живјело 11.552 становника. Просјечна густина становништва износи 608 становника/km².

## Међународна сарадња
| Мјесто    | Држава       | Врста сарадње | Од    |
| --------- | ------------ | ------------- | ----- |
| Гаранго   | Буркина Фасо | партнерство   | 1983. |
| Патернион | Аустрија     | партнерство   | 1984. |
| Извор     |              |               |       |